# 曼谷狸殖吸虫
曼谷狸殖吸虫（学名：Pagumogonimus bangkokensis）为并殖科狸殖属的动物，俗名曼谷并殖吸虫。其种加词“bangkokensis”意为“泰国曼谷）的”。分布于泰国以及中国大陆的海南等地，营寄生生活，终末宿主爪哇  、家猫、大白鼠、犬等以及主要寄生在肺脏。